# Арнольд (Міннесота)
Арнольд (англ. Arnold) — переписна місцевість (CDP) в США, в окрузі Сент-Луїс штату Міннесота. Населення — 2960 осіб (2010).

## Географія
Арнольд розташований за координатами 46°52′22″ пн. ш. 92°6′23″ зх. д. / 46.87278° пн. ш. 92.10639° зх. д. (46.872734, -92.106522).  За даними Бюро перепису населення США в 2010 році переписна місцевість мала площу 30,08 км², з яких 29,89 км² — суходіл та 0,19 км² — водойми.

## Демографія
Згідно з переписом 2010 року, у переписній місцевості мешкало 2960 осіб у 1169 домогосподарствах у складі 835 родин. Густота населення становила 98 осіб/км².  Було 1226 помешкань (41/км²).
Расовий склад населення:
| - 96,4 % — білих - 1,0 % — корінних американців - 0,6 % — чорних або афроамериканців - 0,4 % — азіатів |

### Перепис 2010
До двох чи більше рас належало 1,2 %. Частка іспаномовних становила 0,7 % від усіх жителів.
За віковим діапазоном населення розподілялося таким чином: 21,6 % — особи молодші 18 років, 65,7 % — особи у віці 18—64 років, 12,7 % — особи у віці 65 років та старші. Медіана віку мешканця становила 42,7 року. На 100 осіб жіночої статі у переписній місцевості припадало 107,7 чоловіків;  на 100 жінок у віці від 18 років та старших — 105,7 чоловіків також старших 18 років.
Середній дохід на одне домашнє господарство  становив 81 930 доларів США (медіана — 68 458), а середній дохід на одну сім'ю — 100 050 доларів (медіана — 75 850). Медіана доходів становила 56 860 доларів для чоловіків та 35 225 доларів для жінок. За межею бідності перебувало 7,9 % осіб, у тому числі 4,3 % дітей у віці до 18 років та 2,1 % осіб у віці 65 років та старших.
Цивільне працевлаштоване населення становило 1788 осіб. Основні галузі зайнятості: освіта, охорона здоров'я та соціальна допомога — 26,8 %, будівництво — 15,2 %, транспорт — 9,5 %, мистецтво, розваги та відпочинок — 9,5 %.

### Перепис 2000
За даними перепису 2000 року
на території муніципалітету мешкало 3 032 людей, було 1 108 садиб та сімей.
Густота населення становила 101,3 осіб/км². З 1 108 садиб у 36,7% проживали діти до 18 років, подружніх пар, що мешкали разом, було 66,2%,
садиб, у яких господиня не мала чоловіка — 6,8%, садиб без сім'ї — 23,2%.
Власники 6,1% садиб мали вік, що перевищував 65 років, а в 18,7% садиб принаймні одна людина була старшою за 65 років. Кількість людей у середньому на садибу становила 2,73, а в середньому на родину 3,11.
Середній річний дохід на садибу становив 46 111 доларів США, а на родину — 53 194 доларів США. Чоловіки мали дохід 40 281 доларів, жінки — 28 397 доларів. Дохід на душу населення був 18 104 доларів. Приблизно 5,5% родин та 5,2% населення жили за межею бідності.
Медіанний вік населення становив 38 років. На кожних 100 жінок віком понад 18 років припадало 104,7 чоловіків.